# Magyar fantázia
A Magyar fantázia (Phantasie über ungarische Volksmelodien – Fantázia magyar népi dallamokra) Liszt Ferenc 1852-ben komponált zongoraversenye. Bemutatója 1853 nyarán volt Pesten, Hans von Bülow szólójával. Nyomtatásban 1864-ben jelent meg. Műjegyzékszáma: S.123.

## A mű születése
Liszt évtizedekig, 1839-től 1885-ig dolgozott Magyar rapszódiák című zongoraciklusán (S.244), amelyben szándéka szerint magyar népzenét dolgozott volna fel, de a valódi magyar népdalkincs akkoriban még nem volt ismert. Ezért valójában a magyar cigányok által játszott zenéket és verbunkosok dallamait használta fel darabjaihoz. A sorozat tizenöt, különböző időben született darabból állt, és maga az összeállítás is több fejlődési fokozaton ment keresztül. A kiadatlan Rhapsodie Hongroise (Magyar Rhapsodiák) X. füzet huszonegyedik darabjának felhasználásával írta a Magyar fantázia című zongoraversenyt, 1852-ben, weimari éveiben. A versenymű forrását sokáig a Magyar rapszódiák tizennegyedik darabjának tartották, míg Gárdonyi Zoltán zenetudós, Paralipomena zu den Ungarischen Rhapsodien von Franz Liszt című munkájában ki nem mutatta a valódi kiinduló alapot.
A zongorakoncert bemutatója 1853. június 1-jén volt a pesti Nemzeti Színházban, de maga Liszt nem vett részt az előadáson. A zongoraszólót tanítványa és későbbi veje, Hans von Bülow játszotta, a karmester Erkel Ferenc volt. Ugyanezen a hangversenyen volt a bemutatója a Beethoven műve nyomán keletkezett Athén romjai fantázia című művének is. A hangverseny körülményei mai szemmel meglehetősen furcsának hatnak, de akkoriban nem számított ritkaságnak. A két ősbemutató ugyanis egy, A párizsi naplopó című francia vígjáték („Bayard és Wanderbuch után, Dunkel szerint fordította Nagy Ignác”) felvonásai után szólaltak meg. A körülmények okán, és hogy Liszt nem volt jelen, a fogadtatás is a „mellékesség” hatását mutatja. A Hölgyfutár című lap június 3-án így számolt be a két Liszt-ősbemutatót is tartalmazó estről: „A párisi naplopó érdekessé vált Bulyovszkyné gyönyörű játéka által, ki ezúttal Józsit személyesíté. A közönség minden jelenet után zajos tapsokkal halmozá e jeles kedvencét. Bülow jól adá elő Liszt műveit zongorán, s méltó tetszésben részesüle.”
A versenymű partitúrája 1864-ben jelent meg a Heinze kiadó gondozásában, ajánlása Hans von Bülow-nak szólt.

## A zene
Liszt versenyműve népszerű hangversenydarab, virtuóz, nagyszabású, hatásos kompozíció, gyakran játsszák elismert zongoraművészek, és dirigálják híres karmesterek is. Kiválóan, a cigányegyüttesek játékmódjából ellesett és választott apparátusára adaptált modorban dolgozza fel a témául felhasznált magyar népies melódiákat, verbunkosdallamokat, táncokat, amivel egyúttal bevezette a műzenébe a magyar zenében ismert lassú–friss tételpárt. A feldolgozott dallamok szerzői nem ismertek, egy részük szerepel az 1847 után megjelent különféle magyar gyűjteményekben, másokat Liszt jegyzetfüzetében találták meg, amiket maga jegyzett le hallás után.
Az egytételes mű a vonósbasszusokon, kürtön, fagotton megszólaltatott Magosan repül a daru című népies műdal komor-ünnepélyes moll változatával, lassú metrummal indul, cigány vagy magyar mollban. Ezt követi a zongora bemutatkozása, egy bravúros, a daru-témából és kuruc-kvart motívumokból építkező kadenciával. A zongora indítja a gyors szakaszt, amelyben találni egy zongoránál merőben szokatlan, de nyilvánvalóan a cigányegyüttesek előadásmódjára utaló előírást: „vibrato assai”. E-dúrban szólal meg a daru-téma, majd amikor a zenekar is átveszi, a zongora virtuóz futamokat játszik. Finom kuruc-kvartos zongoraszóló következik, amit indulószerű rész követ, a trombitaszerűen („quasi tromba”) játszó zongorát vonóspizzicato kíséri. Újabb rövid kadencia után verbunkos dallam adja a következő rész témáját, a-mollban. Újabb daru-témás kadencia után egy olyan friss táncdallam szólal meg F-dúrban, amit Liszt jegyzett le Koltói csárdás címmel. Ezt követően – csúcspontként – ismét a daru-témát intonálja a zongora, majd igazi lisztien hatásos befejezéssel ér véget a versenymű.
A mű zenekarának hangszerelése: piccolo, két fuvola, két oboa, két klarinét, két kürt, két fagott, két trombita, három harsona, üstdob, triangulum, cintányér, nagydob és vonósok.